# Kostel svatého Vavřince (Lobzy)
Kostel svatého Vavřince je zaniklý, v minulosti farní kostel, který stál v zaniklé obci Lobzy. Po zániku Lobzů přešlo území pod obec Březovou v okrese Sokolov v Karlovarském kraji.

## Historie
Kostel byl postaven na návsi uprostřed obce asi již 15. století podle návrhu neznámého architekta. První písemná zmínka o zdejším kostele však pochází až z roku 1550. Kostel prošel několika přestavbami, v 16. století byl rozšiřován a další barokní úpravy daly kostelu jeho podobu, která se dochovala až do konce druhé světové války.
Roku 1778 byla u kostela postavena nová fara a Lobzech zřízena farnost. Pod farnost spadaly obce a osady Paseka, Novina, Milíře a Kamenice, krátce Staré Sedlo. V roce 1854 byla budova fary navýšena o další patro.
Po skončení druhé světové války došlo k vysídlení německého obyvatelstva, obec Lobzy nebyla dosídlena, místo toho přišla armáda do nově vzniklého Vojenského výcvikového prostoru Prameny. Obec Lobzy zanikla, kostel zůstal opuštěn a neudržován. Po zrušení vojenského výcvikového prostoru újezdu vydal Okresní národní výbor v Sokolově dne 13. února 1957 hromadný demoliční výměr a jehož základě byly někdy počátkem 60. let 20. století strženy poslední zbytky zdiva kostela. Kolem kostela se rozkládal místní hřbitov.
Po demolici nebyla zajištěna základní dokumentace ke stavbě. Prostor kostela byl oplocen a na jeho místě stojí kravín, další budovy statku se nacházejí na místech bývalého hřbitova. Prostor kostela v důsledku terénních úprav nelze zcela přesně lokalizovat. Nahlédnutím do katastru nemovitostí je možné zjistit, že jeden z pozemků o výměře 1625 m² v k. ú. Lobzy u Březové, parcelní číslo 107/8, vlastní Římskokatolická farnost Sokolov.
Na památku zaniklého kostela byla pojmenována jedna turistická trasa ve Slavkovském lese jako „Stezka sv. Vavřince“.

## Stavební podoba
Kostel byl jednolodní, původně pozdně gotická, po přestavbách barokní stavba na obdélném půdorysu. K obdélné lodi přiléhal odsazený, polygonálně uzavřený presbytář. Kostel kryla sedlová střecha. Nad západním průčelím se nad vstupem do kostela zvedala sanktusová věžička osmibokého půdorysu. Podobná, ale nižší věžička se nacházela nad presbytářem. Interiér prosvětlovala vysoká a úzká půlkruhově zaklenutá okna, podobná, ale nižší okna byla v presbytáři. V průčelí kostela se nacházela malá obdélná okénka.

## Interiér
Dobové fotografie naznačují, že interiér neměl bohatou výzdobu. Část novějšího mobiliáře, například oltáře a kazatelna, pocházela z přestavby z osmdesátých let 18. století. V polovině 19. století byl na hlavním oltáři barokní obraz se svatým Vavřincem. Plátno bylo roku 1877 nahrazeno novým od pražského malíře a archeologa Josefa Vojtěcha Hellicha. Jednalo se o obraz menších rozměrů. Ze sochařské výzdoby oltáře jsou známé pouze sochy svatého Petra a svatého Pavla, které stály po stranách retabula. Postranní oltář na evangelní straně byl zasvěcen Panně Marii, na epištolní straně svatému Janu Nepomuckému. Na kruchtě bývaly malé varhany z roku 1775, které byly později nahrazeny většími od loketských mistrů. V kostele byly tři zvony. Dva větší pocházely z let 1582–1583, jeden menší z roku 1810. Oba starší zvony byly v průběhu první světové války sejmuty a zrekvírovány pro válečné účely. Po válce byly ulity nové zvony, které byly vysvěceny v roce 1925.